# Burg (Zwitserland)
Burg is een plaats en voormalige gemeente in het Zwitserse kanton Aargau en maakt deel uit van het district Kulm.
Burg telt 977 inwoners.

## Geschiedenis
Op 1 januari 2022  ging Burg op in de gemeente Menziken.

## Externe link

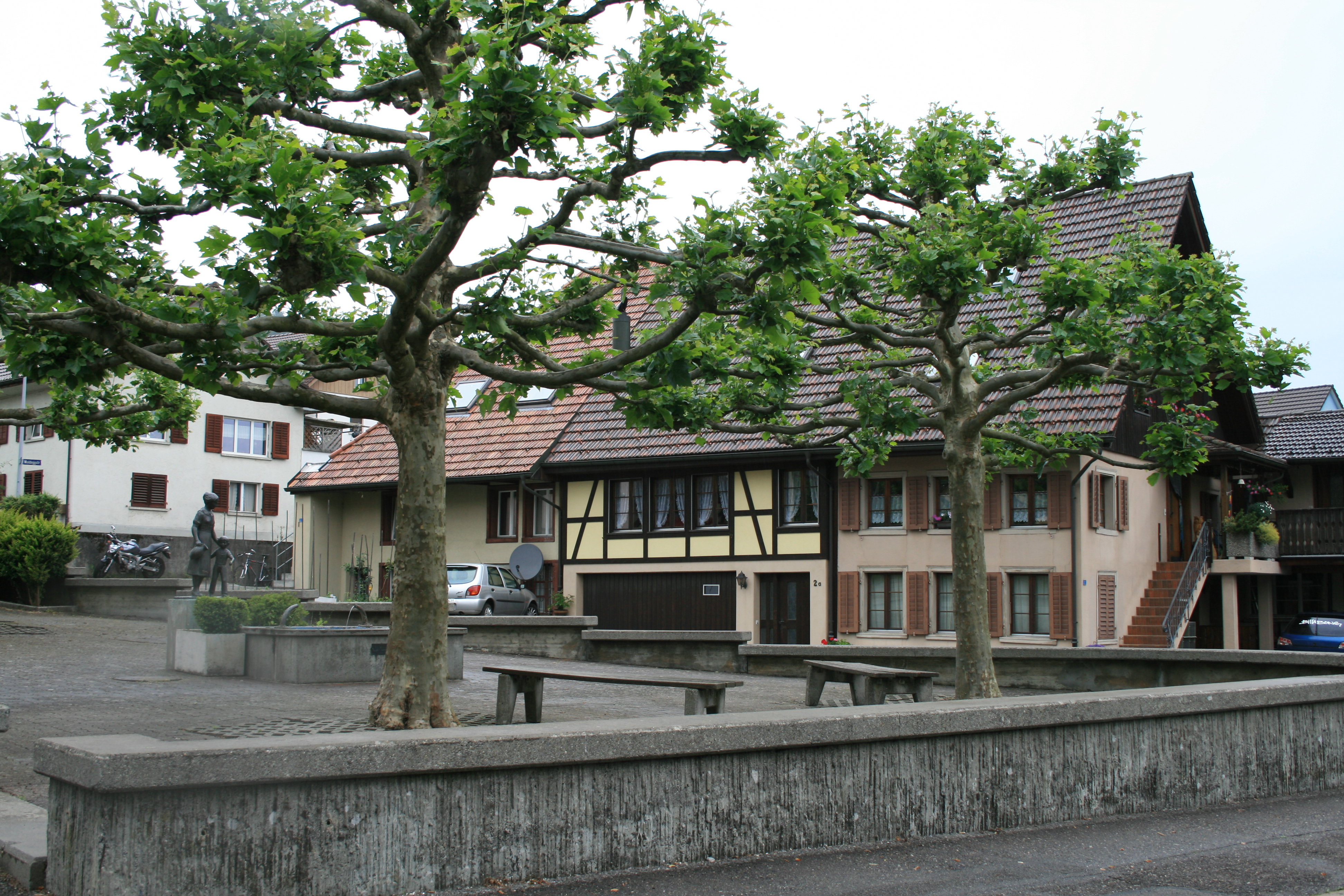
Burg, Aargau